# Cândido José de Araújo Viana
Cândido José de Araújo Viana, Marquês de Sapucaí (Nova Lima, 15 de setembro de 1793 — Rio de Janeiro, 23 de janeiro de 1875) foi um desembargador e político brasileiro filiado ao Partido Liberal-Radical.
Foi ministro da fazenda e ministro da justiça, conselheiro de Estado, deputado geral, presidente de província e senador de 1840 a 1875, eleito pela província de Minas Gerais. Ocupou a presidência do senado de 1851 a 1853.
Bacharel em direito, foi deputado constituinte em 1823 e deputado geral representando Minas Gerais por três mandatos. Ocupou as presidências das províncias de Alagoas e do Maranhão. Foi ainda procurador da coroa, fiscal do tesouro e ministro do Supremo Tribunal de Justiça, ministro da fazenda e nomeado membro extraordinário do Conselho de Estado a partir da data de sua criação.
Em 1839, foi nomeado mestre de literatura e ciências positivas de D. Pedro II (então herdeiro do trono); posteriormente, também cuidou da educação da Princesa Isabel. Como Ministro do Império no segundo Gabinete conservador (1841-1843), referendou a lei que dava aos senadores o solene tratamento de "Sua Excelência", além de aprovar a reforma eleitoral conhecida como "Decreto de 1842".
Condecorado como dignitário da Imperial Ordem de Cristo e da Rosa, além de Grã-Cruz da Ordem Militar da Torre e Espada, do Valor, Lealdade e Mérito e da Legião de Honra.  Recebeu do imperador o título de visconde em 1854 e de marquês em 1872. Era do Conselho de Sua Majestade, Gentil-Homem da Imperial Câmara e Fidalgo Cavaleiro da Casa Imperial.
Foi homenageado pela escola de samba Beija-Flor do Rio de Janeiro no carnaval de 2016, com o enredo "Mineirinho Genial! Nova Lima – Cidade natal. Marquês de Sapucaí – O poeta imortal!".

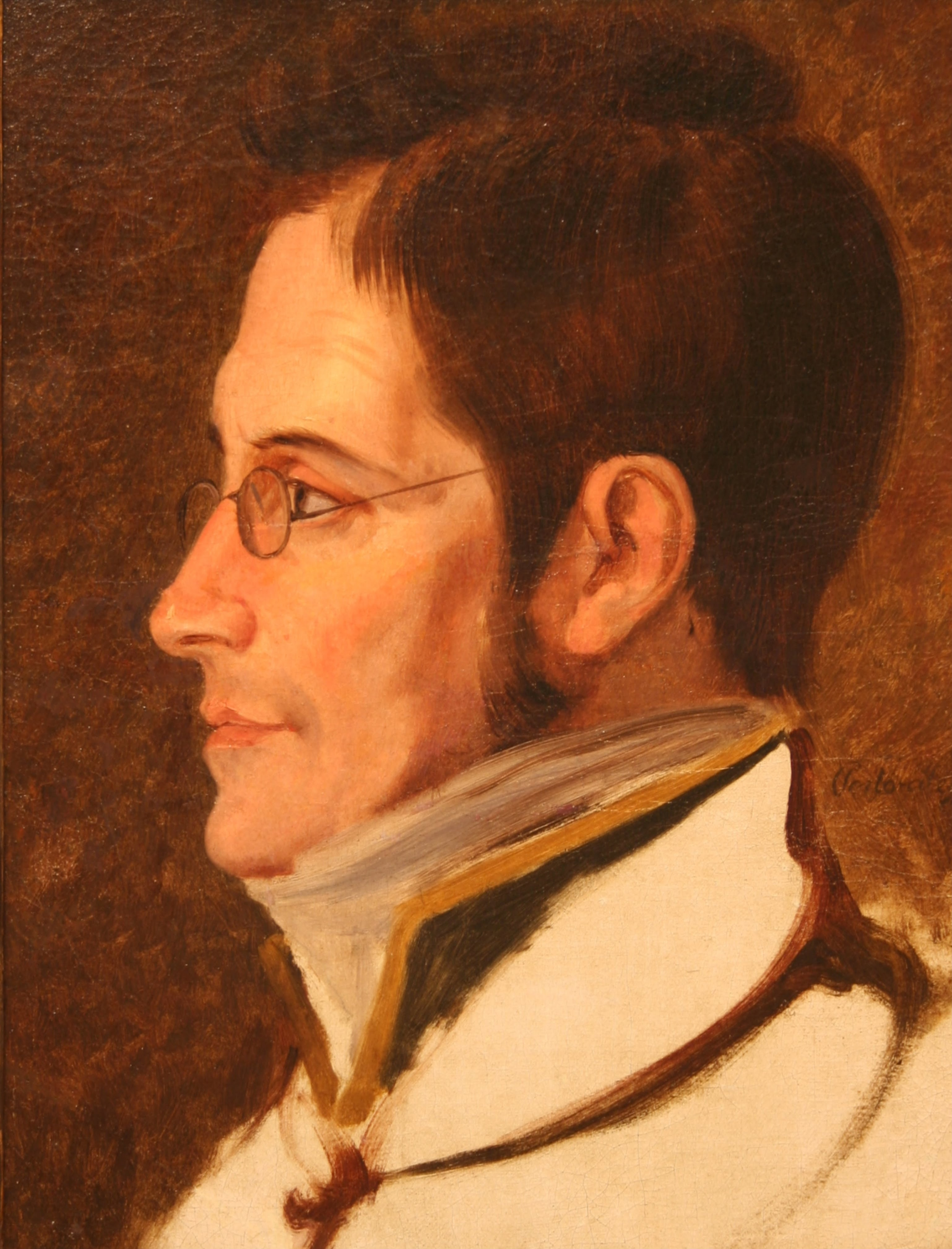
Retrato por Manuel de Araújo Porto Alegre, 1842